# حصن النزار
حصن النزار هو حصن بناه اليهود في خيبر شمال المدينة المنورة، وانتهى باستيلاء المسلمين عليه في غزوة خيبر. يعد الحصن من أكبر القلاع مساحة وأمنعها، ويقع في أدنى المنطقة المعروفة بالشق والتي تسمى حاليًا الروان، وهو حالياً عبارة عن قرية متكاملة مهجورة.

## غزوة خيبر
كان حصن النزار واحد من أمنع حصون خيبر، وكان اليهود على شبه اليقين بأن المسلمين لا يستطيعون اقتحام هذه القلعة، وإن بذلوا قصاري جهدهم في هذا السبيل، ولذلك أقاموا في هذه القلعة مع الذراري والنساء، بينما كانوا قد أخلوا منها القلاع الأربعة السابقة. فرض المسلمون على هذا الحصن أشد الحصار، وصاروا يضغطون عليهم بعنف، ولكون الحصن يقع على جبل مرتفع منيع لم يكونوا يجدون سبيلا للاقتحام فيه. أما اليهود فلم يجترئوا للخروج من الحصن، وللاشتباك مع قوات المسلمين، ولكنهم قاوموا المسلمين مقاومة عنيدة برشق النبال، وبإلقاء الحجارة.
عندما استعصى حصن النزار على قوات المسلمين، أمر النبي محمد بنصب آلات المنجنيق، ويبدو أن المسلمين قذفوا به القذائف، فأوقعوا الخلل في جدران الحصن، واقتحموه، ودار قتال مرير في داخل الحصن انهزم أمامه اليهود هزيمة منكرة، وذلك لأنهم لم يتمكنوا من التسلل من هذا الحصن كما تسللوا من الحصون الأخرى، بل فروا من هذا الحصن تاركين للمسلمين نساءهم وذراريهم. بعد فتح هذا الحصن المنيع تم فتح الشطر الأول من خيبر، وهي ناحية النَّطَاة والشَّقِّ، وكانت في هذه الناحية حصون صغيرة أخرى إلا أن اليهود بمجرد فتح هذا الحصن المنيع أخلوا هذه الحصون، وهربوا إلى الشطر الثاني من بلدة خيبر.